# Claes Bäckström

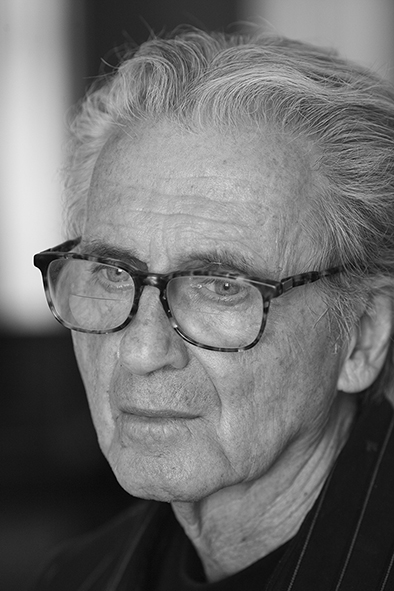
Claes Bäckström.

Claes Thure Gustaf Bäckström, född 16 december 1927 i Enköping, död 26 december 2015 i Stockholm, var en svensk tecknare, illustratör och författare.
Bäckström var son till Brita Bäckström och Claes Bielke och växte upp på Lidingö. Han gick på Kungliga konsthögskolan på 1950-talet och satt 21 år i Sveriges författarfond. Bäckström försörjde sig som illustratör och gjorde flera reportage för Svenska Dagbladet. Han skrev två illustrerade självbiografiska böcker: Främmande pojke på besök (1988) och En förtjusande ung man (2002). Claes Bäckström hade regelbundna utställningar och är representerad i flera samlingar.

## Illustratör
Som illustratör arbetade Bäckström bland annat med Ivar Lo-Johansson (Kungsgatan, 1955), Maria Wine (Man har skjutit ett lejon, 1958), Prins Wilhelm (Obekant stad, 1964), Siv Widerberg (Se upp moln!, 1968) och Peder Sjögren (Kärlekens bröd, 1954). Bäckström var illustratör i svensk press under signaturen Claes B. från 1947 och medverkade bland annat i Folket i bild, Tidningen Vi, Idun, All världens berättare och Bonniers månadstidning.

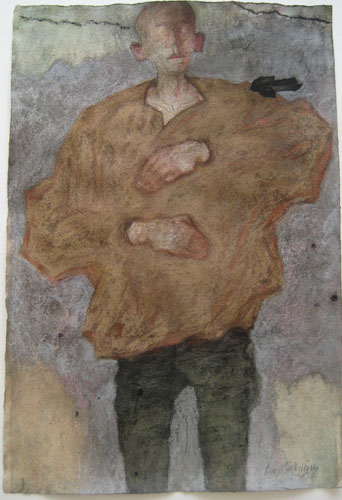
Claes Bäckström, målning.

## Separata utställningar
- Galerie Gröna Paletten, Stockholm 1965 och 1968
- Konstmuseum Eskilstuna 1970
- Galleri Svenska bilder 1975, 1987, 1988, 1991
- Konstakademien, 2011[5]
- Snickarbacken 7, Stockholm, 2014
- Studio L2, Gamla Stan, Stockholm, 2015

## Representation
- Nationalmuseum[6]
- Moderna Museet[7]
- Konung Gustaf VI Adolfs samlingar
- Statens porträttsamling

### Böcker
- Främmande pojke på besök, Carlsson Bokförlag 1988
- En förtjusande ung man, Norstedts 2002
- Sotbrand, Modernista 2005

Postumt utgavs 
- Han reste[8] 2018

### Essäer
- Musikupplevelsen och sanningskravet hos Proust. ARTES 1979
- Hemsökelser. ARTES 1990
- Den oförglömliga kokerskan. BLM nr 2 1993
- Tizian, Tizian! i Odling för tanken. Carlsson bokförlag 1993
- Teckningar till Proustcitat. Ord & Bild nr 1 1984

### Priser och utmärkelser
- 1958 – Boklotteriets illustratörspris
- 1963 – Kungafonden
- 1962 – Unga Tecknare
- 1971 – Statens arbetsstipendium
- 1972 – Konstnärsstipendienämnden
- 1976 – Sveriges författarfond
- 1984 – Knut V. Pettersson-stipendiet
- 2007 – Stiftelsen Fredrik Ströms minne
- 2010 – Prins Eugen-medaljen
- 2012 – Gerhard Bonniers stora konstnärsstipendium